# Batman de Zur-En-Arrh
Batman de Zur-En-Arrh es un personaje que aparece en los medios publicados por DC Comics. Introducido en la Edad de Plata, el personaje es un extraterrestre llamado Tlano del planeta Zur-En-Arrh que decidió convertirse en una versión de Batman para su propio planeta.La reaparición del personaje en la década de 2000 lo rebautizó como una personalidad de respaldo violenta y desquiciada de Batman, pero se ha revelado que la versión alienígena todavía existe en la continuidad principal.

## Historial de publicaciones

### Década de 1950
Batman de Zur-En-Arrh apareció por primera vez en Batman # 113 (febrero de 1958), en la historia "Batman: ¡El Superman del Planeta X!".Fue escrito por France Herron y dibujado por Dick Sprang.En la historia, Tlano, el Batman de Zur-En-Arrh, trae al Batman de la Tierra a su planeta para ayudarlo a luchar contra robots gigantes piloteados por una raza alienígena no identificada. Mientras está en el planeta, Batman de la Tierra descubre que tiene poderes "similares a los de Superman" a través de medios similares a los del Superman de su mundo. El final de la historia deja ambiguo al lector sobre si la aventura de Batman fue real o un sueño.

### Años 2000
Cuando Grant Morrison se hizo cargo de la serie Batman en septiembre de 2006,comenzaron a hacer referencia a momentos clásicos de la carrera del personaje, incluido el uso de una versión de Bat-Duende y reutilizar un disfraz y un diálogo del que entonces tenía 50 años Batman #156.Entre las referencias estaba la frase "Zur-En-Arrh", que aparece en la pared de un callejón y nuevamente en un contenedor de basura en Batman #655 y continúa apareciendo, generalmente como un elemento de fondo en el graffiti, hasta el arco de la historia de Batman R.I.P. comienza. La historia revela que el personaje "Zur-En-Arrh" es una personalidad de respaldo creada por Bruce Wayne en caso de que alguna vez estuviera mentalmente comprometido. La personalidad de Zur-En-Arrh se muestra más violenta y desquiciada que la personalidad normal de Batman y está vestida con un traje de trapos rojos, amarillos y morados que hacen referencia al que usa Tlano.

### Años 2020
En 2022, cuando Chip Zdarsky asumió el cargo de nuevo escritor de Batman, reintrodujo el personaje de Zur-En-Arrh como creador de Failsafe, el robot titular que sirve como plan de contingencia en caso de que Bruce caiga en desgracia.La lucha de Bruce con el personaje de Zur-En-Arrh y las consecuencias de sus métodos violentos e inquebrantables ha seguido siendo una trama destacada durante la carrera de Zdarsky.  

## Biografía ficticia

### Edad de Plata
Una noche, Bruce Wayne se encuentra aturdido. Se viste como Batman y despega en el Batplane sin tener claro sus propias acciones. Batman pronto descubre que ha sido teletransportado a otro planeta llamado Zur-En-Arrh. Allí conoce al científico Tlano que sigue sus actividades en la Tierra y ha decidido convertirse en una versión de Batman para su propio planeta. En este planeta, el Batman de la Tierra tiene habilidades mejoradas, similares a las de Superman, debido a los diferentes elementos del planeta alienígena. Los dos Batmen unen fuerzas para derrotar a robots invasores gigantes piloteados por una raza alienígena no identificada. Después de que los robots son destruidos, Batman de Zur-En-Arrh le da a Batman (Bruce Wayne) su dispositivo Bat-Radia como recuerdo antes de regresar a la Tierra.

### Edad Moderna
En el pasado, el psiquiatra Simon Hurt fue contratado para supervisar un experimento de aislamiento, para el cual Batman se ofreció como voluntario. Durante este proceso, le dio a Bruce Wayne un disparador post-hipnótico conectado con la frase "Zur-En-Arrh", la mala interpretación del joven Bruce Wayne de las últimas palabras de su padre ("lo triste es que probablemente arrojarían a alguien como el 'Zorro' en Arkham'").Muchos años después, el Doctor Hurt estaba trabajando con Black Glove cuando decidieron atacar a Batman y sus aliados,primero difundiendo información en el sentido de que el padre de Batman de alguna manera sobrevivió a su asesinato por Joe Chill. Luego, usando el disparador Zur-En-Arrh junto con drogas, envió a un Bruce Wayne aturdido y confundido a las calles de Gotham sin recuerdos de su vida. Bruce arma un disfraz improvisado de Batman (de un estilo similar al usado por Tlano en la historia de la Edad de Plata) y se declara "el Batman de Zur-En-Arrh".
El personaje Bat-Mite aparece en la última página con él, comentando "uh-oh" sobre los crecientes delirios de Batman. Bat-Mite luego aconseja a Zur-En-Arrh Batman, que a lo largo de la historia se revela como una personalidad de respaldo creada después de una alucinación que Batman sufrió cuando fue expuesto al gas del Profesor Milo. Estaba destinado a reemplazar a Bruce Wayne si alguna vez era atacado psicológicamente de tal manera que dejara a Batman fuera de combate. El colorido traje expresa una mayor confianza y demuestra una mayor disposición a torturar y posiblemente matar a sus oponentes; en una ocasión, Zur-En-Arrh Batman se describe a sí mismo como Batman "cuando sacas a Bruce de la ecuación". Se revela que Bat-Mite es en realidad producto de la imaginación de Batman, siendo el lado racional de Batman para evitar que el inestable personaje Zur-En-Arrh vaya demasiado lejos, aunque comenta que es de la 5ª dimensión porque "la quinta dimensión es imaginación".

#### Amanecer de DC
Durante sus viajes, Bruce conoce a Daniel Captio, donde aprende a crear múltiples personajes.Batman creó Zur-En-Arrh cuando un villano llamado Profesor Aquiles Milo envenenó su mente y le hizo experimentar sus miedos. Para evitar que su mente sea secuestrada, Bruce usa una máquina para crear su personalidad Zur-En-Arrh.Durante una pelea contra el Joker, Batman es testigo de cómo Joker mata a personas inocentes, lo que enfurece a Bruce y permite que Zur-En-Arrh se apodere de su cuerpo. Batman de Zur-En-Arrh casi mata al Joker, pero se detiene cuando sus visiones de Martha Wayne y Joker convencen a Bruce de no romper su regla de no matar. Luego, Bruce usa la máquina para bloquear la personalidad de Zur-En-Arrh y asegurarse de que no vuelva a suceder.
Cuando Batman tiene que enfrentarse a Failsafe (un robot que Batman creó en caso de que la Liga de la Justicia se deshonra), se ve obligado a desbloquear a Batman de Zur-En-Arrh de su conciencia y dejar que se apodere de su cuerpo.Tim Drake está sorprendido por la personalidad de Zur-En-Arrh, pero recuerda haber leído los archivos de Bruce y se da cuenta de que Zur-en-Arrh es la personalidad de respaldo de Batman sin la moralidad y personalidad de Bruce Wayne. Zur-En-Arrh también reveló que él mismo creó Failsafe, y cuando Failsafe ataca, Tim Drake y Zur-En-Arrh se enfrentan a él. Sin embargo, cuando Batman de Zur-En-Arrh se refiere a Tim Drake como solo un soldado y Failsafe casi mata a Tim, Bruce se apodera de su cuerpo nuevamente, encerrando a Zur-En-Arrh una vez más.
Cuando Failsafe transporta a Batman a una Tierra diferente, Batman conoce a un hombre llamado Darwin Halliday (una versión alternativa del Joker que nunca se volvió loco). Mientras viaja, Batman viaja por todo el Multiverso y se encuentra con múltiples versiones de sí mismo (como la versión de 1989, DCAU, Adam West, Arkham, Injustice, Kingdom Come, The Dark Knight Returns, etc.), lo que hace que su mente se fracture y su personalidad de Zur-En-Arrh infecte al otro Batman, creando su propio Zur-En-Arrh.Después de que la mente de Batman es poseída por Deadman, esto le permite a Zur-En-Arrh manipular y hacer que Batman actúe irracionalmente durante su conflicto con la Bat-Familia y Catwoman. Como resultado, Batman decide aislarse de la Bat-familia para asegurarse de que nadie salga lastimado nuevamente y, como repercusiones para él, usar el control mental por la fuerza sobre Jason Todd.
Batman encuentra a Joker matando a personas inocentes nuevamente, y Joker le dice a Batman que quiere conocer su versión real. Luego somete a Batman a gas y obliga a salir su personalidad de Zur-En-Arrh, y Batman de Zur-En-Arrh recluta versiones alternativas de sí mismo para mantener a raya a Batman.El Batman de Zur-En-Arrh derrota al Joker y le rompe la espalda, luego implanta su conciencia en Failsafe.Batman de Zur-En-Arrh le dice a Bruce que planea reemplazarlo debido a su vejez y su humanidad que frena a Bruce. Bruce hace todo lo posible para detener a Zur-en-Arrh, pero es rápidamente derrotado y enviado a la penitenciaría Blackgate, donde se encuentra Joker. También se revela que el Zur-En-Arrh principal ha obligado a otras personalidades de Zur-En-Arrh a seguir sus órdenes y ha creado una máquina donde absorbe a las otras personalidades en su mente.
Zur-En-Arrh regresa a Gotham y se encuentra con Jason Todd, quien lo ataca debido a que Zur-En-Arrh influyó en Bruce para que violara su mente durante la Guerra de Gotham. Failsafe intenta engañar a Jason Todd, pero no funciona. Independientemente, Failsafe se anuncia en Gotham y Damian Wayne se une a él en su cruzada contra el crimen, mientras Jason, Tim Drake, Dick Grayson, Barbara Gordon, Cassandra Cain, Duke Thomas y Stephanie Brown intentan encontrar dónde está Bruce.Zur-En-Arrh advierte a Amanda Waller que se mantenga fuera de su camino y confronta a Daniel Captio por dejar escapar a Bruce. Mientras lucha contra el crimen, Damian sospecha de las actividades de Zur-En-Arrh y descubre que Zur-En-Arrh crea cuerpos Amazo donde cargará variaciones de Batman de todo el universo en esos cuerpos. Esto da como resultado que Zur-En-Arrh toma el control de Damian Wayne cuando descubre la verdad y se defiende.

## Caracterización

### Traje
Los trajes de las dos encarnaciones del Batman de Zur-En-Arrh son los mismos y consisten en colores llamativos y extravagantes. En la continuidad moderna, el enloquecido Bruce Wayne comenta que, a pesar de la ostentación del disfraz,  Robin se había vestido así durante años, dando a entender que refleja la "total confianza" del Batman de Zur-En-Arrh en su capacidad para atraer a los enemigos. atención de sus enemigos mientras que el Batman de la Tierra se viste de colores oscuros para atacar a sus enemigos en las sombras.

### Habilidades y recursos
Tlano poseía muchos equipos de alta tecnología debido a su residencia en un planeta futurista. Su versión del Batmobile tenía un motor "de propulsión atómica" y volaba un Batplan con forma de cohete. Su arma principal era la "Bat-radia", con la que podía "bloquear moléculas atmosféricas", afectando el equipamiento de sus enemigos. Al final de la historia, Tlano le deja a Bruce el dispositivo, que deja de funcionar en el entorno de la Tierra.
La encarnación de Bruce Wayne también posee una Bat-radia. Esto puede reflejar o no una continuidad entre las dos historias, ya que Grant Morrison se ha esforzado por tratar toda la historia de publicaciones de Batman como su historia de fondo.Esta versión del dispositivo codificaba los sistemas de seguridad, por ejemplo, anulando y confundiendo los de Arkham Asylum, además de servir como un dispositivo de seguimiento para permitir que los aliados de Batman lo encontraran. Para agregar una nota de humor a la historia, la radia se presenta como una "radio barata" en lugar del objeto que se ve en la historia imaginaria, y los miembros de Black Glove la descartan como tal hasta que descubren su verdadero propósito.

## En otros medios

### Televisión
- La versión de la Edad de Plata del Batman de Zur-En-Arrh aparece en Batman: The Brave and the Bold,[23]con la voz de Kevin Conroy. Introducido en el episodio "The Super-Batman of Planet X!", esta versión es el protector de la ciudad de Gothtropolis (una amalgama de Gotham City y Metropolis), y es reportero de Solar Cycle Newspaper Company (un análogo de la Daily Planet). Además, en el episodio aparecen varios personajes originales de la serie que son análogos de personajes preexistentes de DC: el robot mayordomo de Batman, Alpha-Red (James Arnold Taylor), el Canciller Gor-Zonn (Corey Burton), Rothul (Clancy Brown) y Vilsi Vaylar (una amalgama de Lois Lane y Vicki Vale, con la voz de Dana Delany). Batman de Zur-En-Arrh también hace un cameo en el episodio "Night of the Batmen!", junto con otras versiones de Batman del universo alternativo.

### Película
- La versión de la Edad Moderna de Batman de Zur-En-Arrh aparece en la película interactiva Batman: Death in the Family. Aparece si el espectador elige que Batman se sacrifique para salvar a Jason Todd y que Jason inicialmente cumpla su último deseo de evitar matar al Joker. Jason se convierte en el justiciero, Red Hood, e intenta acabar con el Joker sin matar criminales, pero finalmente se da cuenta de que los ha estado masacrando mientras reprime los recuerdos de sus muertes. Después de que el espectador vuelve a elegir si Jason debe matar al Joker o no, Red Hood se convierte en un fugitivo buscado. Talia al Ghul se enfrenta a Jason en lo alto de un edificio de Empresas Wayne y le ofrece la oportunidad de unirse a la Liga de Asesinos con Bruce, quien resucitó con el Pozo Lazarus. Sin embargo, el pozo también lo volvió loco, lo que lo llevó a ponerse el colorido disfraz y le provocó que solo pudiera decir "Zur-En-Arrh". Red Hood se niega a unirse y lucha contra Batman, y el resultado de la pelea está determinado por si el espectador elige matar o salvar a Bruce.[24]
  - Si Jason decide matar a Bruce, logra herirlo fatalmente, pero no puede evitar que detone una explosión que lo mata a él, a Jason y a Talia.
  - Si Jason decide salvar a Bruce, usa una pistola Taser para dejarlo inconsciente. Luego, Talia intenta matar a Jason, pero también es derrotada cuando Jason detona su propia máscara. Grayson llega y encuentra a Jason y Bruce con vida y los lleva a la Baticueva, donde intentan ayudar a Bruce a recuperar la cordura. "Zur-En-Arrh" se revela como una versión corrupta de la frase "Zorro en Arkham", que Thomas Wayne dijo la noche que él y su esposa fueron asesinados, sobre cómo Gotham preferiría encerrar al Zorro en Arkham que darle la bienvenida. para él ser un justiciero.

### Videojuegos
- Batman de Zur-En-Arrh aparece como personaje jugable en Lego Batman 3: Beyond Gotham (2014),[1]con la voz de Troy Baker.[25]
- Batman de Zur-En-Arrh aparece como un disfraz alternativo desbloqueable para Batman en Batman: Arkham Knight (2015). Originalmente se podía desbloquear vinculando una cuenta de WB Play al juego. En 2020, esto, junto con el aspecto Anime Batman, estuvo disponible gratuitamente en una nueva actualización que eliminó la conectividad WB Play del juego.[26][27]
- Batman de Zur-En-Arrh aparece como un disfraz alternativo desbloqueable para Batman en Doodle Jump: DC Super Heroes (2015).
- Batman tiene dos sombreadores desbloqueables basados en Batman de Zur-En-Arrh en Injustice 2 (2017). Los sombreadores se denominan "Zur-En-Arrh" y "Zur-En-Arrh (Alternativa)".
- Los trajes Zur-En-Arrh para Dick Grayson, Barbara Gordon, Jason Todd y Tim Drake aparecen en Gotham Knights.